# Circuito 3x3 Series de España Femenino
El Circuito 3x3 Series es una competición oficial española de baloncesto 3x3 de ámbito estatal organizada por la Federación Española de Baloncesto (FEB) con el apoyo operativo de Madison Sports Marketing. Se estrenó en 2019 como Herbalife 3x3 Series y, tras el parón de 2020, se ha disputado anualmente desde 2021. En 2024 adoptó la denominación comercial Armas Trasmediterránea 3x3 Series.

## Formato
El circuito se compone de varios torneos Open en diferentes ciudades y una Master Final en la que se decide el título de la temporada.

### Torneos Open
- Hasta 16 equipos (4 grupos de 4; fase de grupos y eliminatorias: cuartos, semifinales y final).[4]
- Selección de participantes: 14 equipos por ranking FIBA 3x3 en el cierre de inscripciones y 2 invitaciones (wild cards): una de la FEB y otra de la federación autonómica sede.[4]
- En ediciones recientes algunos Open han tenido categoría Lite Quest FIBA.[4]

### Master Final
- Hasta 12 equipos (4 grupos de 3; cuartos, semifinales y final).[4]
- Clasificación (norma vigente en 2025): campeones y subcampeones de los Open con categoría Lite Quest + campeones del resto de Open (con la condición de haber disputado ≥2 torneos del circuito), más plazas por ranking de la temporada y 2 wild cards FEB.[4]
- El campeón obtiene, según normativa vigente, invitación a una parada del FIBA 3x3 Women's Series.[5]

### Reglas de desempate
En fase de grupos se aplica el criterio FIBA: número de victorias, resultado entre los empatados, puntos anotados y ranking FIBA de acceso.

## Participación y requisitos
- Jugadoras: deben estar inscritas en FIBA 3x3 (FIBA Planet) y disponer de licencia FEB 3x3 en vigor.
- Plantillas: cada equipo puede registrar 3–4 jugadoras por torneo (mínimo 3) dentro de una lista de hasta 8 jugadoras para la temporada. No se permiten cambios durante el torneo (salvo fuerza mayor regulada).
- Inscripción: ventana hasta el viernes previo; selección por ranking FIBA; hay cuotas de inscripción (con suplemento en paradas Lite Quest).

## Premios

### Open (incluidos Open con etiqueta Lite Quest)
- Premios en metálico: campeón 2.400 €; subcampeón 1.600 €; semifinalistas 800 €; 5.º–8.º 400 €.[4]
- Concurso de tiro (mixto): el/la campeón/a recibe 100 €.

### Master Final (eventoQuest)
- Premios en metálico: campeón 4.000 €; subcampeón 2.000 €; semifinalistas 1.000 €.[4]
- Concurso de tiro (mixto): el/la campeón/a recibe 100 €.
- Clasificación deportiva: el campeón del Master Final obtiene invitación directa a una parada del FIBA 3x3 Women's Series.[5]

## Historial
| Ed. | Año  | Master Final           | Campeón         | Subcampeón         | Resultado   | Paradas (Open)                                                |
| --- | ---- | ---------------------- | --------------- | ------------------ | ----------- | ------------------------------------------------------------- |
| I   | 2019 | Barcelona              | Las Malas Mozas | Team G             | 13–10       | Murcia, Gijón, Madrid                                         |
| II  | 2021 | Barcelona              | Delta Team      | Women 3 Basketball | 18–12       | Madrid, Zaragoza, Marbella, El Campello                       |
| III | 2022 | Barcelona              | Be Goat Team    | 3x3 Madrid         | 14–13       | El Campello, Murcia, Albacete, Marbella, Zaragoza, La Coruña  |
| IV  | 2023 | Santa Cruz de Tenerife | Bàsquet Girona  | Valencia Basket    | 18–13       | Albacete, Huelva, Marbella, Zaragoza, La Coruña               |
| V   | 2024 | Santa Cruz de Tenerife | Agua y Jardín   | Bàsquet Girona     | 14–12       | La Línea de la Concepción, Cádiz, Marbella, Málaga, Zaragoza  |
| VI  | 2025 | Santa Cruz de Tenerife | Ointxe          | Agua y Jardín      | 17–16 (pr.) | La Línea de la Concepción, Badajoz, Cádiz (LQ), Zaragoza (LQ) |

## Palmarés
| Equipo             | Campeón | Subcampeón | Años campeonato |
| ------------------ | ------- | ---------- | --------------- |
| Las Malas Mozas    | 1       | 0          | 2019            |
| Delta Team         | 1       | 0          | 2021            |
| Be Goat Team       | 1       | 0          | 2022            |
| Bàsquet Girona     | 1       | 1          | 2023            |
| Agua y Jardín      | 1       | 1          | 2024            |
| Ointxe             | 1       | 0          | 2025            |
| Team G             | 0       | 1          | —               |
| Women 3 Basketball | 0       | 1          | —               |
| 3x3 Madrid         | 0       | 1          | —               |
| Valencia Basket    | 0       | 1          | —               |